# Vox Pop
La Vox Pop è stata un'etichetta discografica indipendente italiana attiva tra il 1989 e il 1997.

## Storia
Vox Pop si forma in embrione a Milano tra il 1986 e il 1987 su iniziativa dell'agitatore culturale Giacomo Spazio; si costituisce poi fiscalmente nel novembre del 1989 quando si uniscono in società Giacomo Spazio, Carlo Albertoli (cofondatore insieme a Spazio e curatore della rivista Vinile), il produttore e tecnico del suono Paolo Mauri, il cantante e musicista Manuel Agnelli e il cantante e musicista Mauro Ermanno Giovanardi.
Alcuni anni dopo verrà realizzato un nuovo marchio dell'etichetta che verrà ideato e realizzato da Giacomo Spazio e Matteo Bologna. Il nuovo marchio rappresenta una vagina stilizzata in maniera tribale. Il marchio riceverà il premio compasso d'oro per la grafica nel 1991.
La casa discografica Vox Pop brillerà più o meno, per un decennio, diventando punto di riferimento della musica indipendente italiana. Molti degli artisti scoperti e incoraggiati dalla piccola etichetta hanno ancora dopo più di 10 anni un seguito notevole di pubblico in tutto il territorio italiano. Nonostante il crescente successo, la casa discografica chiuderà per le difficoltà economiche nell'indifferenza dell'industria e dei media specializzati, cessando definitivamente la sua attività il 25 febbraio 1997.
In seguito il marchio viene acquisito da Flying Records di Napoli che lo userà per produrre un singolo dei Prozac+ ed un album dei Pitch. Alla fine del 1997 Carlo Albertoli recupererà la proprietà del marchio a seguito del collasso di Flying Records, senza più produrre alcuna novità.

## Alcuni artisti[1]
Tra i dischi pubblicati da segnalare il disco tributo Something about Joy Division del 1990.
- A.C.T.H.
- Africa Unite
- Afterhours
- Allison Run
- Astronaughty
- The Carnival of Fools
- Casino Royale
- Govinda
- Mau Mau
- Mr. Puma
- Niù Tennici
- OutOff Body Experience
- Persiana Jones
- Pitch
- Prozac+
- Ritmo Tribale
- Sottotono
- Strike
- Technogod
- Le Voci Atroci
- Investigators
- F.E.M.